# Placówka Straży Celnej „Pieniny”

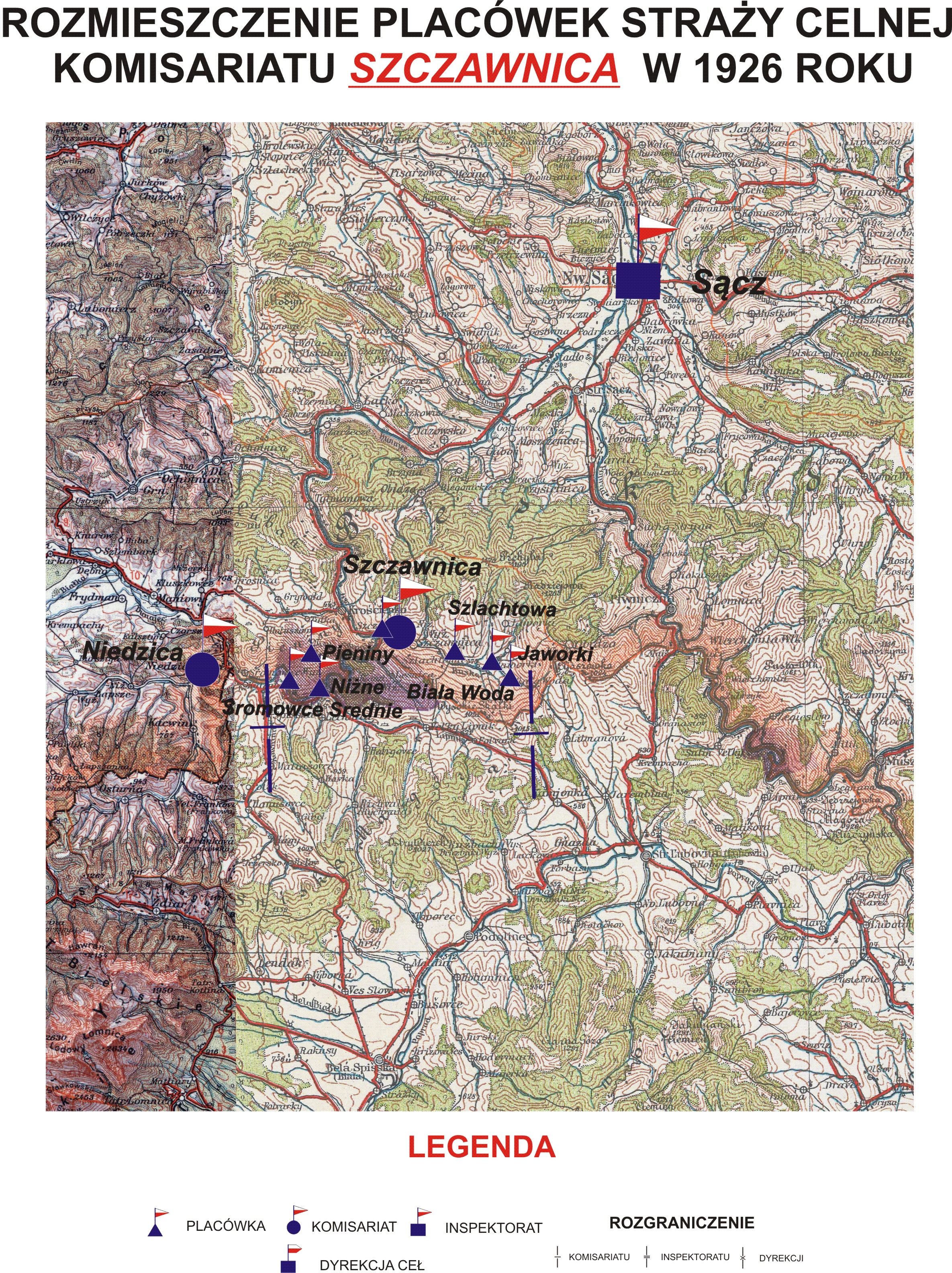
Rozmieszczenie placówek SC Komisariatu Szczawnica w 1926 r.

Placówka Straży Celnej „Pieniny” – jednostka organizacyjna Straży Celnej pełniąca w okresie międzywojennym służbę ochronną na granicy polsko-czechosłowackiej.

## Formowanie i zmiany organizacyjne
Na wniosek Ministerstwa Skarbu, uchwałą z 10 marca 1920 roku, powołano do życia Straż Celną. Jednostki Straży Celnej rozpoczęły przejmowanie odcinków granicy od pododdziałów Batalionów Celnych. W 1922 roku w Szczawnicy stacjonował sztab 2 kompanii 8 batalionu celnego. Kompania wystawiała również placówkę w Pieninach. Proces tworzenia Straży Celnej trwał do końca 1922 roku. Placówka Straży Celnej „Pieniny” weszła w podporządkowanie komisariatu Straży Celnej „Szczawnica” z Inspektoratu SC „Sącz”.
W drugiej połowie 1927 roku przystąpiono do gruntownej reorganizacji Straży Celnej. W praktyce skutkowało to rozwiązaniem tej formacji granicznej. Ochronę północnej, zachodniej i południowej granicy państwa przejęła powołana z dniem 2 kwietnia 1928 roku Straż Graniczna.

## Funkcjonariusze placówki
Kierownicy placówki
| stopień    | imię i nazwisko, numer   | okres pełnienia służby | kolejne stanowisko |
| ---------- | ------------------------ | ---------------------- | ------------------ |
| przodownik | Leopold Paśkiewicz (245) | był w 1926             |                    |

Obsada personalna placówki w 1926: 
- przodownik Leopold Paśkiewicz (245)
- starszy strażnik Władysław Antoniewicz (2226)
- strażnik Franciszek Mania (1152)
- strażnik Józef Niegłos (1257)
- strażnik Franciszek Stawarski (1268)
- strażnik Władysław Tarnawski (1894)